# Популярная политика
«Популярная политика» («ПП») — русскоязычный новостной и политический YouTube-канал, ведущий вещание из Вильнюса, Литва. Запущен сотрудниками «Фонда борьбы с коррупцией» Алексея Навального в феврале 2022 года, после вторжения России на Украину. Руководительница канала — Мария Певчих.

## История
В 2014 году «Фонд борьбы с коррупцией» (ФБК) начал издавать газету «Популярная политика». 5 марта 2022 года, вскоре после вторжения России на Украину, Алексей Навальный в своих соцсетях объявил, что команда ФБК начала делать собственное СМИ в YouTube под названием «Популярная политика» (для эфира используется бывший канал «Штабы Навального»). Его создали бывшие сотрудники ФБК (сам фонд был ликвидирован в 2021 году), экс-координаторы штабов Навального и журналисты закрытых недавно российских СМИ. Соратники Навального Любовь Соболь и Владимир Милов не присоединились к новому СМИ, а продолжили развивать канал «Навальный Live». В марте 2022 года Майкл Наки и его супруга Нино Росебашвили переехали в Вильнюс и стали ведущими эфира канала. В июне 2022 года бывший главный редактор крупнейшего новосибирского сайта «НГС.Новости» Андрей Затирко уехал в Литву и присоединился к каналу «Популярная политика». По заявлению Леонида Волкова, на запуск канала было потрачено около 2 млн евро из пожертвований, собранных ФБК.
23 августа 2022 года стало известно, что восемь ведущих канала (Иван Жданов, Мария Певчих, Леонид Волков, Кира Ярмыш, Руслан Шаведдинов, Любовь Соболь, Анна Бирюкова и Дмитрий Низовцев) стали фигурантами уголовного дела по «закону о фейках», поводом стали комментарии, сделанные ими в эфире.
В сентябре 2022 года на канале было опубликовано видео, на котором основатель ЧВК Вагнер Пригожин вербовал заключённых в одной из колоний РФ для участия в войне с Украиной.
21 сентября 2022 года, в день объявления мобилизации в России, в прямом эфире канала состоялись резонансные телефонные пранки с детьми российских чиновников.
В феврале 2023 года в интервью Юрию Дудю Мария Певчих была представлена как руководительница канала, однако, по её собственным словам, она не влияет на содержание авторских программ.
В 2023 году бывший муниципальный депутат Новосибирска Хельга Пирогова присоединилась к каналу в качестве ведущей новостей.

## Рубрики
С начала 2022 года на канале «Популярная политика» появились ежебудничные прямые эфиры, где ведущие вместе с приглашёнными гостями обсуждают различные темы вокруг вторжения России на Украину, внутренней политики и экономики России.
Флагманским шоу канала является ежедневный 45-минутный выпуск «Честное слово», гостями которого стали военный аналитик Юрий Фёдоров, экономисты Сергей Гуриев и Олег Ицхоки, украинский журналист Дмитрий Гордон, писатель Дмитрий Быков, советник главы Офиса президента Украины Михаил Подоляк и другие.
Бывший журналист «Дождя» Илья Шепелин стал ведущим шоу «Зомбоящик», в котором производит обзор пропаганды с российских федеральных телеканалов.
Леонид Волков имеет свою собственную рубрику «На связи с Волковым», где отвечает на интересующие вопросы подписчиков на заранее заданные темы. Также Леонид вместе с соведущим Русланом Шаведдиновым ведут на канале аналитическую программу «Лучшая передача о политике». Шаведдиновым и Георгий Албуров ведут еженедельный стрим «На базе».
Каждую субботу Ян Матвеев подводит итоги событий прошедшей недели в рубрике «Военное положение».
Каждое воскресенье Иван Жданов рассказывает о главных событиях недели в программе «Самое важное». С 31 декабря 2022 года по 7 мая 2023 года передача выходила на «Популярной политике», а с 14 мая 2023 года — на отдельном канале.
Помимо этого на канале также выходят: авторская передача Сергея Бойко «Бойко о главном» и новости два раза в день по будням.